# Tamansari (Mranggen)
Tamansari is een bestuurslaag in het regentschap Demak van de provincie Midden-Java, Indonesië. Tamansari telt 3402 inwoners (volkstelling 2010).